# Par des temps incertains
Par des temps incertains est un album de la série de bande dessinée Valérian et Laureline créée par Pierre Christin, scénariste, Jean-Claude Mézières, dessinateur et Evelyne Tran-Lê, coloriste.

## Synopsis
Dans cette dix-huitième bande dessinée de Valérian, nos deux agents spatio-temporels se retrouvent confrontés à une énième tentative de modification de la trame temporelle terrestre. 
En effets alors que trois des habitants de la planète Hypsis ressemblant étrangement à la sainte trinité tentent d'affirmer leur autorité en empêchant les hommes de se prendre pour Dieux tout en cherchant à rendre la Terre rentable ; Sat (alias Satan, Belzébuth), un dieu d'Hypsis déchu et cherchant à échapper à l'enfer dans lequel il vit, se rend sur Terre accompagné du duo siamois de détectives afin de contrer les actes provenant d'Hypsis, sans manquer l'occasion d'en tirer profit.
Prévenus par les Shingouz, Valérian et Laureline se rendent sur la Terre du XXe siècle et y retrouvent leur ami Albert pour tenter d'empêcher une modification de la temporalité de la Terre. Et qui sait ? Peut-être trouveront-ils des réponses sur son avenir et sur celui de Galaxity ? Car par ces temps incertains, on prend soudain conscience de la relativité du temps et de la fragilité du futur.

### Documentation
- Xavier Glaizes, « OPA Mundi », BoDoï, no 44,‎ août-septembre 2001, p. 12.